# Flickorna på Solvik
Flickorna på Solvik är en svensk dramafilm från 1926 i regi av Georg af Klercker. 

## Om filmen
Filmen premiärvisades 25 oktober 1926. Den spelades in i Filmstaden Råsunda med exteriörer från Falsterbo, Trelleborg, Åhus, Malmö, Köpenhamn samt Trolleholms och Trollenäs slott av Anders Lindkvist. 

## Rollista
- John Ekman – Rutger Cronsköld, baron
- Wanda Rothgardt – Martha Cronsköld, hans dotter
- Erik Zetterström – Börje Cronsköld, hans son
- Einar Axelsson – John Stenfäldt, student
- Benkt-Åke Benktsson – Ola Rundström, student, förvaltare
- Arvid Kindahl – Sven Lätt, student, rättare
- Anna Wallin – fröken Beate Louise Schmalenberg, föreståndarinna
- Torborg Stjerner – Dolly Hagen
- Alice O'Fredericks – ung flicka
- Inga Thomsen – ung flicka
- Vera Clausen – ung flicka
- Ellen Rassow – ung flicka
- Lilly Lundh
- Olga Hellquist
- Victor Hallin